# تامانا، کوماموتو
تامانا در استان کوماموتو در کشور ژاپن  واقع شده‌است  که دارای جمعیت ۷۰٬۷۴۷ نفر و مساحت ۱۵۲٫۵۵ کیلومتر مربع با تراکم جمعیت ۴۶۴  نفر در کیلومترمربع است و در تاریخ ۱ آوریل ۱۹۵۴ به عنوان شهر شناخته شد.